# António Maria Bessa Taipa

António Maria Bessa Taipa

António Maria Bessa Taipa (* 11. November 1942 in Freamunde, Portugal) ist ein portugiesischer Geistlicher und emeritierter römisch-katholischer Weihbischof in Porto.

## Leben
António Maria Bessa Taipa empfing am 15. August 1966 das Sakrament der Priesterweihe für das Bistum Porto.
Am 22. Februar 1999 ernannte ihn Papst Johannes Paul II. zum Titularbischof von Tabbora und bestellte ihn zum Weihbischof in Porto. Der Bischof von Porto, Armindo Lopes Coelho, spendete ihm am 18. April desselben Jahres die Bischofsweihe; Mitkonsekratoren waren der emeritierte Bischof von Porto, Júlio Tavares Rebimbas, und der Weihbischof in Porto, João Miranda Teixeira.
Am 27. Oktober 2018 nahm Papst Franziskus das von António Maria Bessa Taipa aus Altersgründen vorgebrachte Rücktrittsgesuch an.